# Stourhead

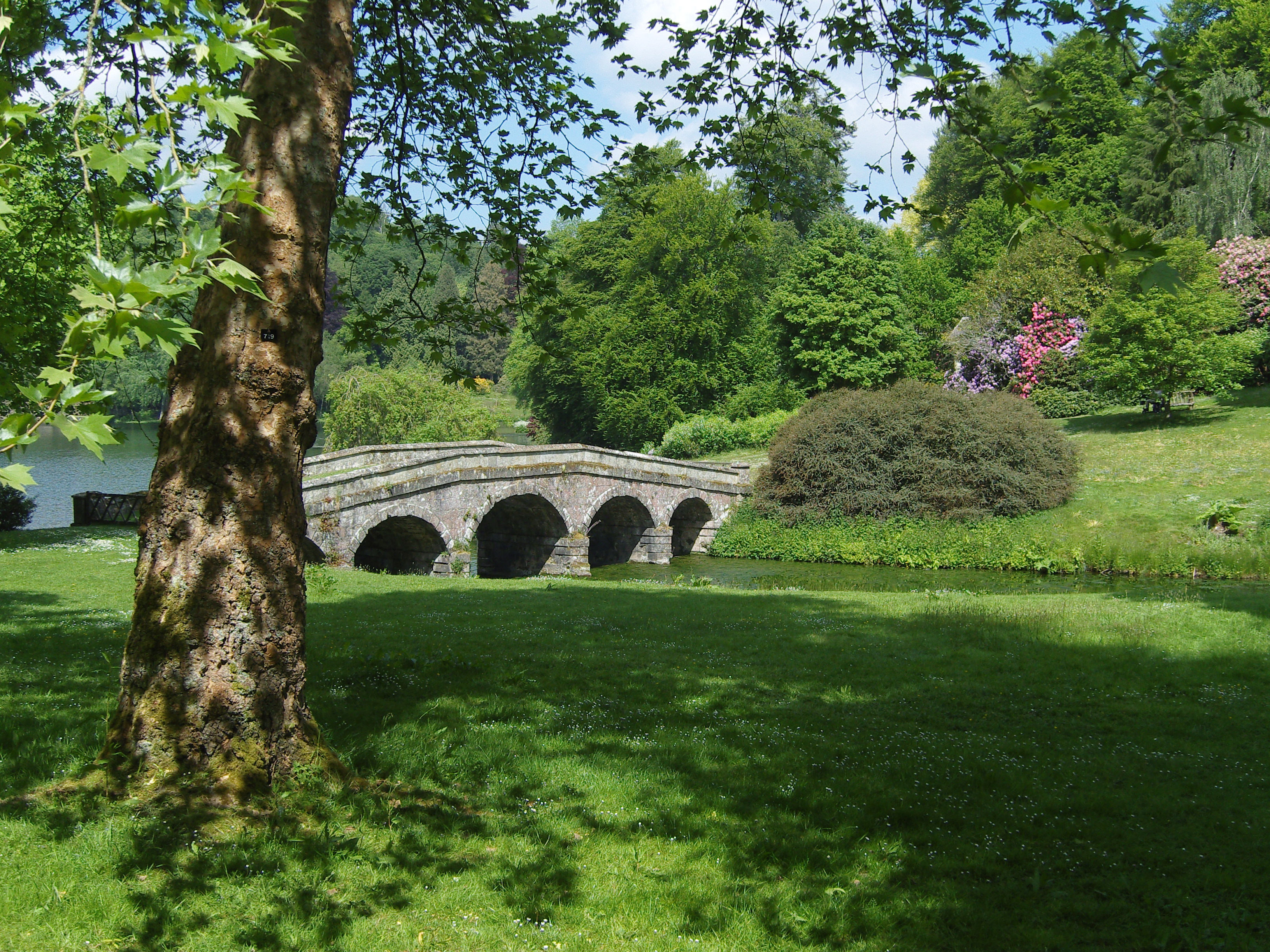
Stourhead Garden

Stourhead heißen das Landhaus und der zugehörige Landschaftsgarten bei Stourton in Wiltshire, ca. 180 km westsüdwestlich von London. Das Landhaus wurde als eines der ersten in neopalladianischen Formen errichtet. Der Garten gehört zu den frühen und einflussreichsten englischen Landschaftsgärten. Er wird seit 1946 vom National Trust betrieben und ist ganzjährig zugänglich.

## Geschichte
Das Gelände gehörte seit dem Mittelalter der Familie Stourton. Sir John Stourton war u. a. Schatzmeister König Heinrichs VI., wurde 1448 zum Baron ernannt und erhielt 1000 acres Land, auf denen er einen Landsitz und einen Park einrichtete. Schon während des 16. Jahrhunderts verarmt und als Katholik und Jakobiter diskriminiert, verkaufte der letzte Lord Stourton 1714 das Anwesen.

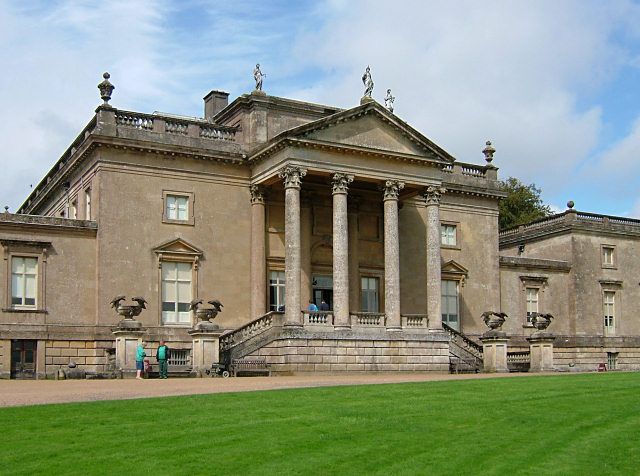
Stourhead House

1717 erwarb der Bankier Henry Hoare (1677–1725) den Landsitz Stourton und benannte es in Anlehnung an die Quellen des Flusses Stour in Stourhead um. Er beauftragte 1721 den Architekten Colen Campbell, ein Landhaus nach dem Vorbild der venezianischen Villen des Andrea Palladio zu errichten. Nach dem Tode seiner Ehefrau, Jane Benson, erbte sein Sohn Henry Hoare 1742 das Anwesen. Hoare absolvierte in den 1730ern die Grand Tour und widmete sich der Kunst und dem Mäzenatentum. Ab etwa 1742 begann er zusammen mit dem Architekten Henry Flitcroft, die Gartenanlage zu gestalten. Inspiration waren die italienische und französische Landschaftsmalerei des 16. Jahrhunderts. Hoare hielt sich bei seinen Entwürfen an das Prinzip, dass man beim Gang durch den Park niemals dasselbe zweimal sehen sollte. Jede Wegbiegung bringt eine neue Perspektive. Die gärtnerischen Vorstellungen Hoares entsprechen denen von William Kent. Der Besitzer plante die Anlage jedoch selbst und ließ sie von Gärtnern ausführen.  Er ließ den Damm aufschütten, der die Quellen zu einem See aufstaut, und errichtete zahlreiche Staffagebauten. Er kaufte ein in Bristol abgerissene gotische Hochkreuz, das 'Bristol High Cross', und ließ es in seinem Garten aufstellen. Um 1800 gestalteten Hoares Erben den Park im viktorianischen Stil um. Pflanzungen von neueingeführten Arten wie Rhododendron, Azaleen und weiterer Blütensträucher veränderten das Gesicht des Gartens, der ursprünglich nur aus Laubgehölzen bestand. Teilweise wurden vorher bestehende Sichtachsen durch die Neupflanzungen verstellt. Sir Henry Hugh Arthur Hoare (1865–1947) und seine Frau Lady Alda Hoare bauten das 1902 teilweise ausgebrannte Haus wieder auf. Da ihr einziger Sohn im Ersten Weltkrieg gefallen war, überließen sie das Anwesen 1946 dem National Trust. 2019 wurde Stourhead von rund 393.000 Personen besucht. 2024 betrug die Besucherzahl etwa 398.000 Personen.

## Der Garten

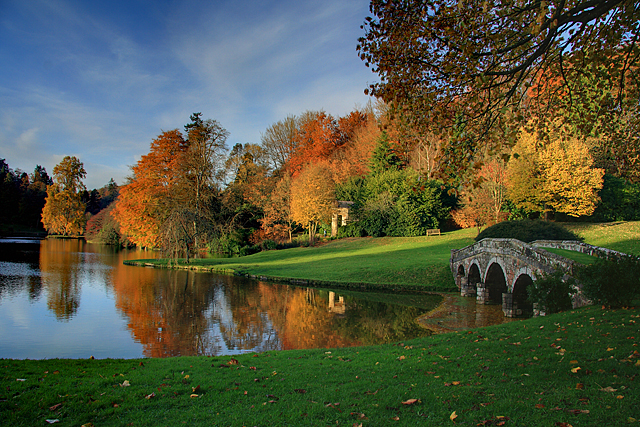
Stourhead Garden im Herbst

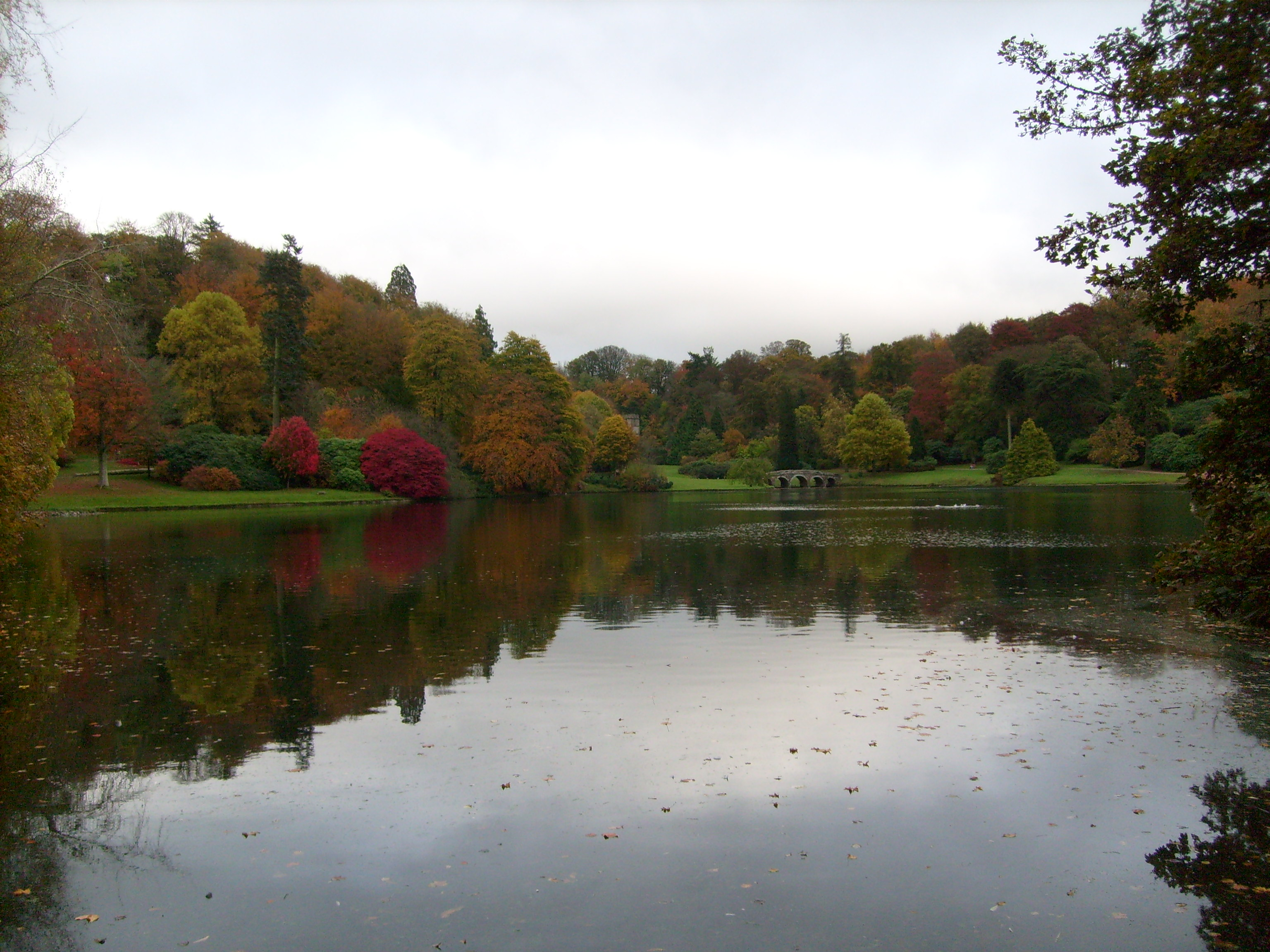
See von Stourhead

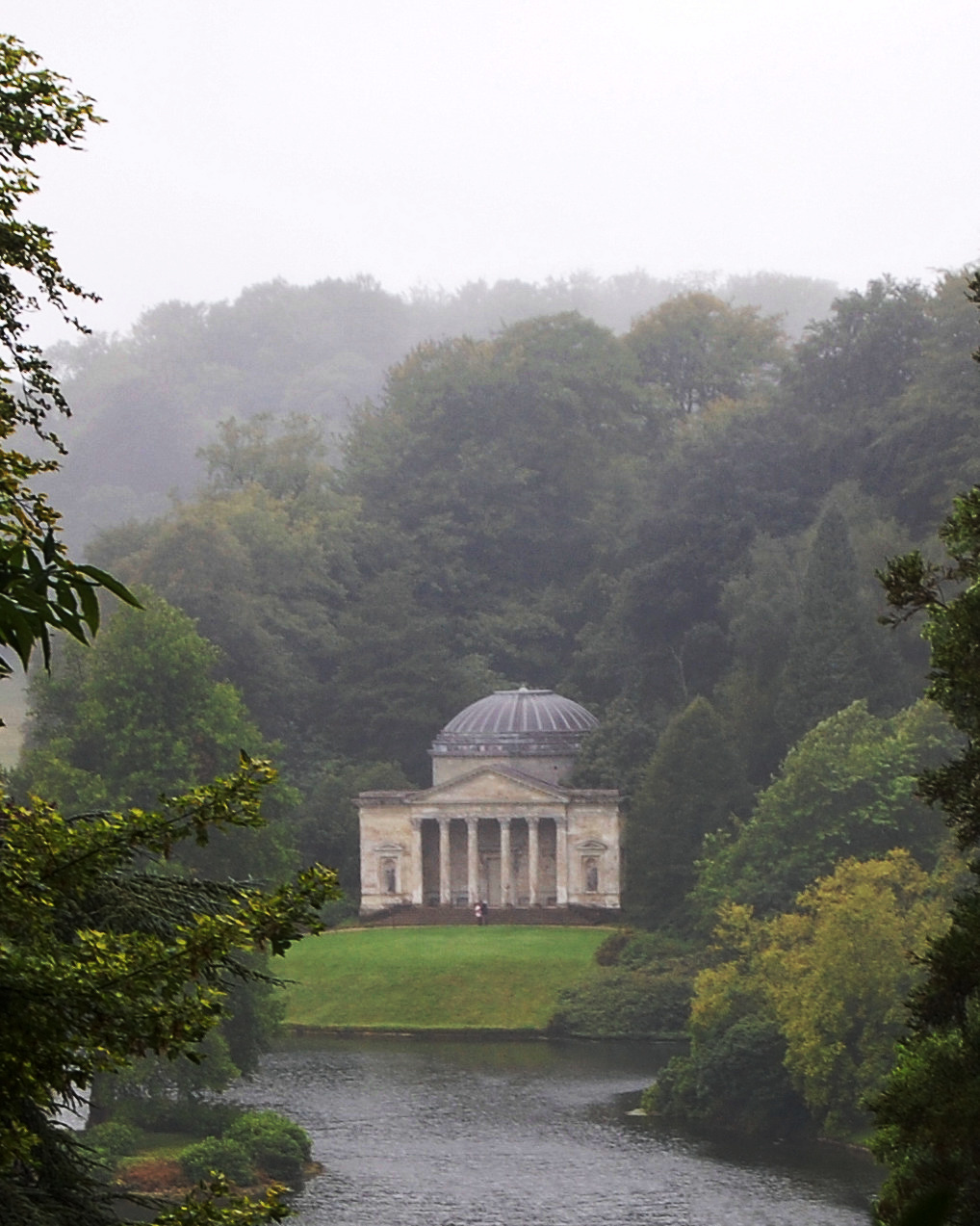
Das Pantheon

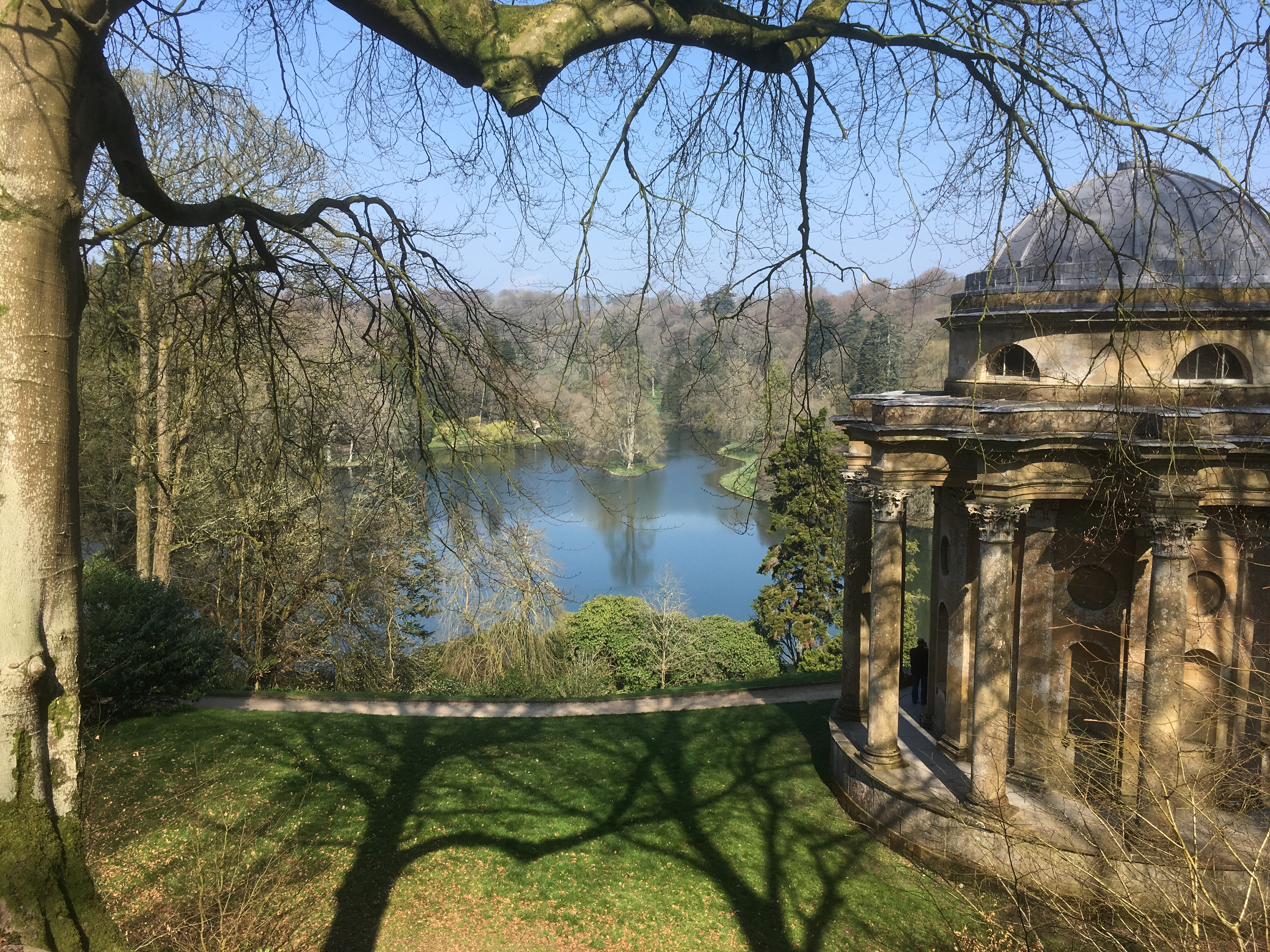
Tempel des Apollo und der Stourhead See

Es handelt sich um einen so genannten Binnengarten, was bedeutet, dass die Blick- und Wegebeziehungen auf ein Zentrum, hier den See, bezogen sind und nicht in die umliegende Landschaft führen. Den Kern des Landschaftsgartens bildet das Tal mit den Quellen des Flusses Stour, die durch einen Damm zu einem See gestaut werden. Vom Haus aus führt ein Rundweg entgegen dem Uhrzeigersinn um den See herum und bietet zauberhafte Ausblicke auf den See, den Park und seine Bauten.
Der 1744–46 errichtete Floratempel trägt die Vergils Aeneis entnommene Inschrift Procul, o procul este, profani („Fort, bleibt fort, Ihr Ungeweihten“), die als Motto des Parks verstanden werden kann. Ein langer, schattiger Weg führt zum schmalen Anfang des Tales und dort auf die andere Seite des Sees. Dort führt ein dunkler, gewundener Weg durch einen aus rauen Steinen errichteten Bogen, hinter dem man plötzlich vor dem Eingang zu einer Grotte steht. Über dem Eingang der Grotte befindet sich folgende Inschrift: Intus aquae dulces, vivoque sedilia saxo, Nympharum domus („Gegenüber sieht man unter überhängendem Felsen eine Höhle, drinnen süßes Wasser und Sitze von gewachsenem Stein, Wohnungen der Nymphen.“ Vgl. Vergil, Buch I, Vers 166–168.) Hinter einem Wasserbecken, einer der Quellen des Flusses Stour, liegt hier die Statue einer ruhenden Quellnymphe, ihr gegenüber eröffnet ein Fenster den Blick über den See. Auf dem Boden vor dem Wasserbecken ist eine weitere Inschrift eingemeißelt, die an die Grotte in Alexander Popes Garten Twickenham erinnert: 
Nymph of the Grot these sacred springs I keep

And to the murmur of these waters sleep;

Ah! spare my slumbers, gently tread the cave,

And drink in silence or in silence lave.
Nach dem Verlassen dieser Grotte gelangt man zu einer weiteren kleineren Grotte. Diese dritte Blickachse zeigt in einem weiteren Wasserbecken die Plastik eines sitzenden Flussgottes. Er wird gern als der Flussgott Tiber, inspiriert von Salvator Rosas Zeichnung Aeneas und Tiber, bezeichnet. Doch lässt sich auch mutmaßen, dass es sich hier um eine Personifizierung des Flusses Stour handelt.
Der Weg führt an einer gotischen Hütte vorbei. Für diese Einsiedelei wurden früher „Eremiten“ gesucht. Für Painshill, den Garten von Charles Hamilton, ist bekannt, dass dieser einen hochbezahlten Schauspieler für ganze sieben Jahre suchte, der weder mit jemandem sprechen, noch sich Fingernägel oder Bart schneiden durfte. Der Weg führt weiter zum 1753–54 gebauten Pantheon. Angeregt vom Pantheon in Rom (etwas kleiner als das Original), enthält es Statuen von Herkules, Flora und anderen klassischen Figuren. Es dominiert das Westufer des Sees. 
Nachdem man über den Damm auf das andere Ufer des Sees zurückgekehrt ist, eröffnet eine Weggabelung die Wahl zwischen einem leichten, ebenen Weg entlang des Seeufers und einem steilen, durch schroffe Felsen hinaufführenden Weg, der den Besucher mit Ausblicken und einer Besichtigung des Apollontempels belohnt. Dieser gilt als einer der schönsten der Welt. Nachdem sich beide Wege wieder vereinigt haben, führen sie vorbei an einer Palladianischen Brücke zum Bristol High Cross und dem dahinterliegenden, bewusst pittoresk gestalteten Dorf Stourton und der Kirche St. Peter.
Im Gegensatz zu anderen Landadeligen bestand Hoare nicht darauf, das Dörfchen zu verdrängen, sondern bezog es als Blickfang in die ländliche Idylle mit ein. In einer Entfernung von etwa 3 km ließ Henry Hoare den Alfred’s Tower, ein Folly, auf dem Kingsettle Hill an der Stelle errichten, an der angeblich 879 König Alfred der Große sein Lager aufgeschlagen hatte, bevor er die eingedrungenen Dänen zurückwarf und die zersplitterten englischen Königreiche einte.